# Фетер
Фетер (англ. Feather River) — река в Северной Калифорнии, главный приток реки Сакраменто. Длина — 114 км. Длина от самого дальнего истока составляет около 350 км. Площадь её бассейна выше Юба-Сити около 9500 км², общая — около 16 000 км². Главное русло реки Фетер начинается от водохранилища Оровилл, куда впадают четыре её основных притока: Южный Фетер, Средний Фетер, Северный Фетер и Западный Фетер. Эти и другие притоки собирают сток с северной части Сьерра-Невады и крайнего юга Каскадных гор, а также с небольшой части долины Сакраменто.
Река Фетер и её притоки в XIX веке являлись богатыми центрами добычи золота.
С 1960-х годов, река обеспечивает своими водами центральную и южную Калифорнию как главный источник воды для Водного проекта штата Калифорния. Также её воды используются для производства гидроэлектроэнергии.
Уникальная особенность реки Фетер в том, что два её притока, Северный Фетер и Средний Фетер, берут свое начало в Алмазных горах к востоку от хребта Сьерра-Невада и прорезают этот хребет в своём течении на запад.

## Гидрология

### Истоки
Фетер берёт свое начало в водохранилище Оровилл в предгорьях Сьерра-Невады, в нескольких километрах к северо-востоку от города Оровилл, административного центра округа Бьютт, Калифорния. Водохранилище питают четыре притока, которые впадают в него как рукава. Река Северный Фетер является наибольшей по площади водосбора, составляющей около 60 % всего верхнего бассейна реки Фетер. Река Средний Фетер является второй по величине, на неё приходится около 32 % площади верхнего бассейна. Южный Фетер и Западный Фетер значительно меньше предыдущих, на каждую из них приходится менее 5 % площади.

### Основное течение
Главное русло реки Фетер начинается у плотины водохранилища Оровилл. Оттуда река течет главным образом в южном направлении вдоль долины Сакраменто к востоку от Саттер Бьюттс, минуя города Оровилл, Юба-Сити и окружной центр Мэрисвилл. Фетер принимает два левых притока: Юба в окрестностях Юба-Сити и Бэр в 22 км южнее Юба-Сити.

### Устье
Фетер впадает в реку Сакраменто с севера, примерно в 30 км к северо-западу от города Сакраменто.